# لورنس بونجور
لورنس بونجور (متولد ۳۱ اوت ۱۹۴۳) فیلسوف آمریکایی و استاد (بازنشسته) فلسفه در دانشگاه واشینگتن است.

## زندگی
او مدرک کارشناسی را در رشته فلسفه و علوم سیاسی از کالج مک آلیستر و دکترای خود را در سال ۱۹۶۹ از دانشگاه پرینستون پایان‌نامه‌ای به راهنمایی ریچارد رورتی گرفته‌است. قبل از این که به دانشگاه واشینگتن منتقل شود، وی در دانشگاه تگزاس در آستین به تدریس مشغول بوده‌است.

## فعالیت علمی
او در زمینه تخصص عبارتند از: معرفت‌شناسی، فلسفه کانت و , تجربه گرایی است.
آثارِ بونجور همراه با رودیک چیزم، های کیت لرر و مایکل ویلیامز در کانون جاری مباحث معرفت‌شناسی قرار دارد.. وی ابتدا از نظریه انسجام گروی در نقد مبناگروی در کتاب، ساختار معرفت تجربی دفاع کرد. اما پس از آن به دفاع از مبناگروی دکارتی درآثاری همچون معرفت‌شناسی و  دفاع از خرد ناب پرداختهاست. دومین کتاب، دفاعی تمام عیار از توجیه پیشینی است و به شدت تجربه گرایان و پراگماتیست‌هایی که توجیه پیشینی را مردود دانسته‌اند همچون W. V. O. کواین و ریچارد رورتی را مورد انتقاد قرار می‌دهد.

## انتشارات

### کتاب
- ساختار معرفت تجربی. (Cambridge, MA: Harvard University Press, 1985), pp. xiii, 258.
- در دفاع از خرد ناباست. (لندن: Cambridge University Press, 1998), pp. چهاردهم ۲۳۲.
- معرفت‌شناسی: مشکلات کلاسیک و پاسخ معاصر . (Lanham, MD: Rowman & Littlefield, 2002), pp. هشتم ۲۸۳.
- Epistemic توجیهی: Internalism مقابل Externalism مبانی مقابل فضائل (به‌طور مشترک با Ernest Sosa). (Oxford: Blackwell, 2003), pp. هفتم ۲۴۰.
- مشکلات فلسفی: مشروح گلچین (به‌طور مشترک ویرایش با Ann Baker). (نیویورک: Longman, 2005), pp. شانزدهم ۸۷۶.

### مقالات
- "Sellars در حقیقت و تصویر"بین‌المللی فلسفی Quarterly, vol. 13 (1973)، ص 243–۶۵.
- "Rescher را آرمان گرایی"بررسی متافیزیک، vol. 29 (1976)، ص 702–۲۶.
- "جبر آزادی و عامل علیت"جنوبی نشریه فلسفه، vol. 14 (1976) صفحات 145–۵۶.
- "انسجام تئوری تجربی دانش"فلسفی Studies, vol. 30 (1976)، ص 281–۳۱۲; تجدید چاپ در پل موزر (ed.) تجربی دانش (Rowman & Littlefield, 1986) لوئیس Pojman (ed.), نظریه دانش (کالیفرنیا: Wadsworth, 1993) و مایکل گودمن و رابرت A. اسنایدر (eds.) معاصر خوانش در معرفت‌شناسی (Prentice-Hall, 1993).
- "می‌توانید دانش تجربی باید پایه و اساس است؟" آمریکا فلسفی Quarterly, vol. 15 (1978), pp. 1–14; تجدید چاپ در پل موزر (ed.), تجربی دانش (توتووا، N. J. : Rowman & Littlefield, 1986) و در لوئیس Pojman (ed.), نظریه دانش (کالیفرنیا: Wadsworth, 1993).
- "Rescher فلسفی سیستم"در E. Sosa (ed.), فلسفه نیکلاس Rescher (دوردرخت هلند: D. Reidel, 1979), صفحات 157–۷۲.
- "Externalist تئوری‌های تجربی دانش"میانه مطالعات در فلسفه، vol. 5 (1980), pp. 53–و ۷۳.
- "پاسخ به Christlieb"جنوبی نشریه فلسفه، vol. 24 (1986), pp. 415–29.
- "یک تجدید نظر مشکل از القای", فلسفی مطالب، vol. 14 (1986), pp. 93–124.
- "Nozickهای Externalism و شک و تردید"در S. Luper-Foy (ed.), امکان دانش: Nozick و منتقدان (توتووا، N. J. : Rowman & Littlefield, 1987), صفحات 297–۳۱۳.
- "پاسخ به Steup"فلسفی Studies, vol.
- "پاسخ به موزر"تحلیل، vol. 48 (1988) صفحات 164–۶۵.
- "پاسخ و توضیحات"در J. W. بندر (ed.), وضعیت فعلی انسجام تئوری: مقالات در Epistemic تئوری‌های کیت Lehrer و لورنس BonJour (دوردرخت هلند: کتاب ذیل، ۱۹۸۹) ص 276–۹۲.
- "Fumerton در انسجام نظریه"مجله فلسفی Research, vol. 19 (1994), صفحات 104–۱۰۸.
- "در برابر تابعیت معرفت‌شناسی"میانه مطالعات در فلسفه، vol. 19 (1994)، ص 283–۳۰۰.
- "Sosa در دانش توجیهی و 'Aptness'"فلسفی Studies, vol. 78 (1995)، ص 207–۲۲۰.
- "به سوی یک نسیم خردگرایی", فلسفی مطالب، vol. 23 (1995), pp. 47–78.
- "Plantinga بر آگاهی و عملکرد مناسب"در Jonathan Kvanvig (ed.), حکم در معرفت‌شناسی معاصر (Rowman & Littlefield, 1996), pp. 47–71.
- "Haack در توجیه و تجربه"با Synthese.
- "دیالکتیک از Foundationalism و Coherentism"در بلکول Guide to Epistemology, ed. جان کشتی فرنگی و ارنست سوساهای بلکول.

### دائرةالمعارف و فرهنگ لغت مقالات
- "Externalism/Internalism" و "مشکلات القایی"در E. Sosa & J. Dancy (eds.), A Companion To Epistemology (Oxford: Blackwell, 1992).
- "انسجام نظریه صدق و دانش"در Routledge Encyclopedia of Philosophy.
- "مشکلات معرفت شناختی ادراک"در خط Stanford Encyclopedia of Philosophy.